# Humpfertturm
Der Humpfertturm, offiziell Carl-Hassel-Turm, im Ortsteil Letmathe der Stadt Iserlohn im nordrhein-westfälischen Märkischen Kreis ist ein 1908 auf der Humpfert errichteter, 10 Meter hoher Aussichtsturm.
Zur Finanzierung des Turms wurde ein Basar veranstaltet, der etwa 2000 Mark einbrachte. Zusätzlich erfolgten Spenden von der Abteilung Letmathe des Sauerländischen Gebirgsvereins (SGV), dem Amt Hohenlimburg und von Letmather Unternehmen.
Der Turm wurde in Stahlfachwerkbauweise errichtet und am 21. Juni 1908 eingeweiht. Der Fabrikant Carl Hassel, Vorsitzender und Gründungsmitglied der SGV-Abteilung Letmathe, hatte sich sehr für den Turmbau eingesetzt. Seit 1941 trägt das Bauwerk daher den offiziellen Namen Carl-Hassel-Turm. Wegen Rostschäden wurde der Turm 2011 renoviert und dabei wieder blau angestrichen. Seit Sommer 2021 ist der Zutritt zum Turm gesperrt, weil die Gitterabstände der Stahlkonstruktion nicht den geltenden DIN-Vorschriften entsprechen.
Ein 1891 errichteter, 13 m hoher Holzaussichtsturm wurde bereits im Winter 1891/92 durch einen Sturm zerstört. Der 1892 gebaute zweite Turm musste 1907 abgerissen werden, weil er baufällig geworden war.